# 書誌レコードの機能要件
書誌レコードの機能要件（しょしレコードのきのうようけん、英: Functional Requirements for Bibliographic Records、FRBR [ˈfɜːrbər]〔ファーバー〕）とは実体関連モデル（ERモデル）を用いた書誌レコードの概念モデル。図書館目録や全国書誌に記述されるデータである書誌レコードには何が求められているのか。それを抽出し単純なモデルとしたものが、FRBRである。書誌レコードに求められる機能について、利用者の観点に立って、明確に定義された用語を用いてモデル化している。ERモデルの手法自体は以前から試みられているが、利用者の視点から見直すことに徹していることが特色である。FRBRでは書誌的実体として、著作、表現形、体現形、個別資料などを定義し、主にそれらの属性および関連性について述べている。著作という抽象的な概念を定義し書誌レコードに組み込むことで、情報探索において従来の目録よりも利用者の利便性が向上すると見られている。また、書籍だけにとどまらず多様なメディア、フォーマットを対象としている。FRBRは国際目録原則にも取り入れられ、目録規則において重要なモデルとなっている。

## 背景
図書館には書籍などの情報資源（資料）が存在し、多数ある中から求める資料を選び出すためには「検索」が欠かせない。図書館が採用してきた、検索を可能とする仕組みの一つに「目録法」が存在する。目録法では、著者、タイトル、主題など資料の情報（書誌情報）と所在情報を目録に記述することで、検索を可能とするものである。利用者は著者やタイトルまたは主題を元に、目当ての資料について記述された目録を見つけ出し、目的の資料を探し出すことができる。目録に記載された書誌情報などのデータを「書誌的記録」または「書誌レコード」と呼ぶ。
目録には十分かつ正確な情報が求められる。なぜなら書誌情報が不完全または不正確であれば、検索結果と照合した際に資料が目的のものであるか判断がつかない。目録の一貫性・品質を高めるためには、個々人が自分勝手に目録を記述するのではなく、標準化された規則に則って目録を作成する必要がある。全世界レベルの標準化を目的として、1961年に国際図書館連盟（IFLA）はパリ原則を策定した。1971年には最初の国際標準書誌記述（ISBD）として単行書用のISBD(M)が発行された。
目録というものは紙媒体の資料を中心に作成されてきたが、コンピューターの発展とともにデジタル化された情報資源が急激に増加していった。「電子書籍」「電子雑誌」といった新しい媒体の登場、また内容は同一で媒体のみ変化するものも出てきた。こうした急激なデジタル化を受けて、紙と電子媒体の間で統合的にデータを管理する必要性が出てきた。
目録作成にかかる作業量、経費をおさえるためにミニマル・レベルの標準が必要とされ、そして何よりも単なるデータの集合ではなく利用者にとって価値のある目録作成のための標準が望まれていた。従来の目録作成では、出版物すなわち物理的なものを元に作られてきたため、同じ著作であっても書名が異なるものや、全く別の著作であっても書名が同じのものが存在することから、検索する上で問題が出てくる。たとえばある著作を検索するときに、書名が異なるものが検索にヒットしない、あるいは無関係の著作が多数表示され目的のものを選択するのに不都合が起きるなどである。このような問題から著作というものは目録作成において重要なものと認識されてはいたが、抽象的な概念であるため定義が曖昧になるといった難点があった。
目録規則の改訂にとどまらず、目録法の枠組みを根本的に見直す必要に迫られていた。これに応じて1992年9月に書誌レコードの機能要件研究グループが発足。1997年9月、研究グループはIFLA目録部会常任委員会に最終報告書を提出、承認を受けた。

## モデル
FRBRでは利用者が書誌レコードに求めるものは何か、その情報がどのように扱われるか、利用者側の立場に立ってモデル化を行っている。FRBRに用いられた実体関連モデル（ERモデル）では、ある物事を実体（entity）、属性（attribute）、関連（relationship）という3つの要素で構成する。実体とは個別に識別可能な実存であり、属性は実体が持つ性質、特徴を表す。関連は実体同士の相互関係を示す。例えば小説という属性を持つ作品（実体）と、それが別言語に翻訳された作品（別の実体）との関連（原文と翻訳）といったものを記述する。FRBRは概念レベルのものであり、データモデルの水準に達するものではない。また実体、属性および関連について完全に網羅しておらず、書誌データを中心にして典拠データは除外している。

### 実体
FRBRにおいて利用者の関心の対象となる実体は、全部で10定義され、3つのグループに分類される。
- 第1グループ - 知的・芸術的な創作である実体 - 著作（work）、表現形（expression）、体現形（manifestation）、個別資料（item）
- 第2グループ - 実際に製作や頒布、管理を行う実体 - 個人（person）および団体（corporate body）
- 第3グループ - 主題に関する付加的な実体 - 概念（concept）、物（object）、出来事（event）、場所（place）[15]

FRBRではこのうち第1グループのみ詳細な分析を行い、第2、第3のグループに関しては必要性は認識しているものの詳細な分析は行っていない。
著作とは知的・芸術的創造であり、抽象的な実体である。物理的な実体ではなく表現を限定しない作品のことである。例えばシェークスピアのオセロであれば原文であろうと邦訳版であろうと、著作としては「オセロ」という同一の実体である。「オセロという作品は…」と述べるときに特定のテキストを指してはおらず、抽象的な「オセロという作品」に言及しているのである。著作は表現形を通じて形となる。言い換えると表現形は著作の実現である。表現形が具体的な形、物理的な存在として現れたものを体現形と呼ぶ。そして個々の体現形を個別資料と呼ぶ。すなわち、知的・芸術的創造である著作は表現形をもって実現され、体現形で具体化される。体現形で具体化された著作の単一の例示が個別資料である。FRBRでは著作という抽象的な概念を明確に定義し、物理的な実体である出版物との関連性を示すことに着目している。
例えば、アガサ・クリスティのAnd Then There Were Noneが『そして誰もいなくなった』として邦訳された場合、これは同一の著作が異なる表現形で表されたことになる。またハードカバーで発刊されていたものが、内容が変わらずに文庫版で発売された場合は、同一の著作が同一の表現形で表されているが、異なる体現形で表されたことになる。翻案や改作などにより著作に大きな知的・芸術的創造が加わった場合は、その著作を元となる著作とは異なった新たな著作とみなす。
FRBRによる表現形の定義は「英数字による表記、記譜、振付け、音響、画像、物、運動等の形式あるいはこれらの形式の組み合わせ」となっている。字義通り解釈するとアルファベット以外の文字で書かれた文章は表現形とみなされなくなってしまう。
- 著作A：○○○
  - 表現形A-A：○○○（原文）
    - 体現形A-A-A：○○○（原文ハードカバー版）
      - 個別資料A-A-A-A：○○○（原文ハードカバー版）、状態良好。

  - 表現形A-B：○○○（邦訳版）
    - 体現形A-B-A：○○○（邦訳ハードカバー版）
      - 個別資料A-B-A-A：○○○（邦訳ハードカバー版）、状態良好。

    - 体現形A-B-B：○○○（邦訳文庫版）
      - 個別資料A-B-B-A：○○○（邦訳文庫版）、欠落あり。
      - 個別資料A-B-B-B：○○○（邦訳文庫版）、状態良好。

### 属性
実体はその特性を表した属性を持つ。英語の小説ならば「英語」「小説」という属性を持つ作品ということになる。属性は、著作、表現形、体現形、個別資料、および実体の第2、第3グループそれぞれに定義されている。著作では12、表現形で25、体現形で38、個別資料は9の属性を持つ。著作にはタイトル、想定する利用者、成立の背景などが含まれる。表現形では言語、改訂性、表現形に与えられた論評などが含まれる。体現形では、出版地・頒布地、体現形識別子（ISBNなど）、入手条件、図書であれば書体や活字のサイズも含まれる。個別資料には個別資料識別子（受入番号など）、フィンガープリント、個別資料の出所、個別資料の状態などが含まれている。
- 夏目漱石 - こころ（ISBN 978-4087520095）- 請求記号△△△
  - 著作の属性：タイトル - こゝろ
  - 表現形の属性：言語 - 日本語
  - 体現形の属性：体現形識別子 ISBN 978-4087520095
  - 個別資料の属性：個別資料識別子 - 請求記号△△△

### 関連
実体間の関係は関連と呼ばれ、実体間でどのような関係があるか表す。実体で述べたように著作、表現形、体現形、個別資料にはそれぞれ次のような関連がある。
| 著作   | 実現したもの→     | 表現形   |
| 著作   | ←実現されたもの   | 表現形   |
| 表現形 | 具体化したもの→   | 体現形   |
| 表現形 | ←具体化されたもの | 体現形   |
| 体現形 | 例示したもの→     | 個別資料 |
| 体現形 | ←例示されたもの   | 個別資料 |

また、著作同士、表現形同士などにおいて次のような関連がある。
| 著作同士の関連     | 著作同士の関連    | 著作同士の関連 |
| ------------------ | ----------------- | -------------- |
| 著作A              | パロディを持つ→   | 著作B          |
| 著作A              | ←パロディである   | 著作B          |
| 表現形同士の関連   |                   |                |
| 表現形A            | 改訂版を持つ→     | 表現形B        |
| 表現形A            | ←改訂版である     | 表現形B        |
| 体現形同士の関連   |                   |                |
| 体現形A            | リプリントを持つ→ | 体現形B        |
| 体現形A            | ←リプリントである | 体現形B        |
| 個別資料同士の関連 |                   |                |
| 個別資料A          | 複製を持つ→       | 個別資料B      |
| 個別資料A          | ←複製である       | 個別資料B      |

### 利用者タスク
FRBRでは利用者のタスク（探索する上での作業過程）を
1. 発見（find）
2. 識別（identify）
3. 選択（select）
4. 入手（obtain）

と分類している。すなわち利用者は探索を行って書誌を発見し、自分の探していたものか識別する。書誌が多言語存在するか、複数のメディアが存在する場合などは適宜都合の良いものを選択し、入手する。つまり利用者の探索とは、利用者が属性を利用してタスクを実行することである。また、関連はある実体と別の実体のリンク、データベースの案内人として役に立つ。例を挙げると、ある作品を探索した際に、その作品の批評や注釈を見つける手助けとなる。FRBRでは利用者のタスクそれぞれにおいて属性と関連がどのぐらい重要であるか例示し、利用者タスクへの属性と関連のマッピング（紐付け）を元に書誌レコードに含めるべきデータを勧告している。

## FRBRの拡張・派生モデル
FRBRは実体の第1グループのみ詳細なモデル化をし、第2、第3グループに関しては「典拠レコードに通常記録される付加的なデータに及ぶように拡張できるであろう」としながらも将来の課題としていた。残された課題について拡張を行ったのが2009年の「典拠データの機能要件」（Functional Requirements for Authority Data、FRAD）と2010年の主題典拠データの機能要件（Functional Requirements for Subject Authority Data、FRSAD）である。さらに、国際博物館会議との共同作業によりオブジェクト指向版のFRBR、FRBRooが策定された。2010年より、FRBR、FRAD、FRSADを単一の首尾一貫したモデルに統合するための作業を行う「FRBR再検討グループ」が組織され、統合モデルであるIFLA図書館参照モデル（IFLA Library Reference Model、IFLA LRM)が2017年8月に「IFLA専門委員会」（IFLA Professional Committee)により承認され公表された。

### FRAD
1999年4月に「典拠レコードの機能要件と典拠番号（FRANAR）に関するIFLAワーキンググループ」が発足した。その成果は2009年3月に「典拠データの機能要件」（FRAD）としてまとめられた。元々FRADは典拠レコードについて取り扱っていたが、典拠レコードと典拠データの混同が見られ、最終的には典拠データのみを扱うことになった。しかし、未だに混同が見られる箇所も存在する。これはFRADが現実の図書館における典拠レコードを強く意識して策定されたためと思われる。FRADではFRBRで定義された実体の第2グループに家族（family）を追加し、書誌的実体は11となっている。
これに書誌レコードを探索し識別するための統制形アクセスポイント（controlled access
points）、アクセスポイントの基礎となる名称（names）および識別子（identifiers）を加え、アクセスポイントを制御する目録の規則（rules）、そして規則を適用する、データ作成・付与機関（agency）が実体として定義されている。統制形アクセスポイントは「英数字または記号」で表すとなっており、カタカナの標目はアクセスポイントではないことになり、FRBRの表現形と同様の問題をはらんでいる。利用者は典拠データ作成者とエンドユーザーに分類され、利用者タスクも発見、識別と関連の明確化（contextualize）、根拠の提供（justify）となっている。

### FRSAD
2005年に主題に関わる第3グループの実体について分析を行う、「主題典拠レコードの機能要件（FRSAR）に関するIFLAワーキンググループ」が発足した。2010年に「主題典拠データの機能要件」（FRSAD）としてその成果がまとめられた。加わった実体は作品の主題に関するテーマ（thema）と、テーマを表す記号である名称（nomen）である。ユーザーは主題典拠データまたはメタデータを作成する情報専門家と、レファレンスサービスの担当者、エンドユーザーに分類される。利用者タスクは発見、識別、選択と用語間の関連を調べる探求（explore）の4つとなっている。抽象的な内容を取り扱っており、目録規則の設計にすぐに利用できるモデルとは言いがたい。

### FRBRooおよびPRESSoo
博物館・美術館情報を取り扱う概念モデルとしては、国際博物館会議（ICOM）のドキュメンテーション国際委員会（CIDOC）が策定した「概念参照モデル（Conceptual Reference Model、CRM）」が存在する。CRMはオブジェクト指向の手法を用いてモデル化されている。博物館情報と図書館情報には文化遺産情報という共通点があり、これらの情報の相互運用あるいは統合を可能にするため、2003年にFRBRとCRMについて協議するワーキング・グループが発足した。こうしてFRBRooはオブジェクト指向版FRBRとして、すなわちFRBR（実体関連モデル）にCRM（概念参照モデル）のオブジェクト指向を適用させ、2009年にバージョン1.0が発行された。さらに2014年にはFRBRooを拡張したPRESSooのバージョン1.0がISSN国際センターおよびフランス国立図書館（BnF）によって発行された。PRESSooは逐次刊行物など継続して刊行される資料のためのモデルである。

## 評価・影響
FRBRは米国の多くの目録関係者がその重要性を認めている。オープンソースのFRBR化プロジェクト、OpenFRBRを立ち上げたWilliam Dentonによれば、FRBRは目録作成の絶対的な終着点ではないし、そのようなものは存在していないが、それでもなおFRBRは目録作成の終着点の一つであるとしている。FRBRはその構造上、ある著作における翻訳版・異版との関連性を端的に示せ、これらをリンクとすることでOPACでの情報探索を強化できる。こうしたことから、FRBRは同じ著作が含まれるような大規模なデータベースに有用と考えられている。また、検索の利便性が得られることから、検索結果が膨大なものになる論文データベースにも向いている。音楽資料においては、CD、楽譜といった複数の媒体で表される著作を同一著作として扱うことができる。これにより書誌レコードの集中化、検索の利便性向上といったメリットが挙げられる。FRBRを適用しようとするFRBR化（FRBRize）は様々なプロジェクトで行われている。OCLCのWorldCatおよびFictionFinder、オーストラリア国立図書館のAustLit、ペルセウス電子図書館、UCLAライブラリー、VTLSのVirtuaなどがある。またパリ原則から約半世紀ぶりに策定された国際目録原則では、目録規則はFRBRおよびその拡張を考慮するものとしている。国際目録原則では、FRBRに対し要望のあった利用者タスク「誘導」（navigate）が加えられている。また、利用者タスクの「入手」について「取得（acquire）またはアクセスの確保（obtain access）」としている。当初、英米目録規則（AACR）の第3版、AACR3とされていたRDA（Resource Description and Access、資源の記述とアクセス）もFRBRを取り入れるものとなった。AACRは世界で広く用いられてきており、後継となるRDAもまた各国の対応が進んでいる。日本でも、RDAに対応した日本目録規則の改訂作業が進められ、2018年12月に『日本目録規則』2018年版として刊行された。
しかし、既存の書誌データベースをFRBR化するには、FRBRを使って再構築する必要があり、ハードルの高いものとなっている。全集などの複数の著作が集まったものをどう扱うかについては厳密に規定されてはいない。この問題に対応するため、2005年に集合的実体に関するワーキング・グループが発足した。2011年に最終報告書が刊行されたが意見が完全に集約されるには至らなかった。最終報告書では、おおむね合意が得られた集合的実体の定義として、「複数の異なる表現形を具体化した体現形」としている。また、日本では典拠ファイルが存在しないことが多く、表記ゆれなどの要因により著者が同一であるか確認の必要性が生ずる。FRBRizeの自動化においてこれは大きな足かせとなってくる。同様の問題は韓国でも起こりうる。2009年3月に国立情報学研究所の次世代目録ワーキンググループがまとめた報告書では、FRBRモデルの導入について重要性を認めながらもFRBRモデルの完全な適用は複雑なシステムとなること、現行の書誌レコードの構造との整合に問題点があるとし、慎重な検討が求められるとしている。この問題を解決すべく、自動的、機械的な再構築・変換の研究が行われている。OCLCのFRBR Work-Set Algorithmや日本でも谷口祥一により先駆的研究が行われた。